# Sabaton
Sabaton /ˈsæbətɒn/ este o formație suedeză de power metal originară în Falun.
Tema versurilor melodiilor este de tip războinic, referindu-se la bătălii istorice și la fapte de eroism.
Sunt evocate în special cele două războaie mondiale, dar și alte evenimente din istoria militară a lumii.
În piesa „White Death” se referă la luptătorul-erou finlandez Simo Häyhä.
În piesa "40:1", din albumul The Art of War este evocată Bătălia de la Wizna.
În "Nuclear Attack" de pe albumul "Attero Dominatus" este construită viziunea unui holocaust nuclear.

## Discografie
| Album                 | Album                 | Melodii                            | Autor                       | Subiect | Timp |
| --------------------- | --------------------- | ---------------------------------- | --------------------------- | --- | ---- |
| 2005 Primo Victoria   | 2005 Primo Victoria   | Primo Victoria                     | Joakim Brodén Pär Sundström | Operațiunea Overlord | 4:10 |
| 2005 Primo Victoria   | 2005 Primo Victoria   | Reign Of Terror                    | Brodén, Sundström           | Saddam Hussein și Războiul din Golf | 3:51 |
| 2005 Primo Victoria   | 2005 Primo Victoria   | Panzer Battalion                   | Brodén                      | Războiul din Irak (2003 - 2011) | 5:09 |
| 2005 Primo Victoria   | 2005 Primo Victoria   | Wolfpack                           | Brodén                      | Atacul Wolfpack Hecht asupra convoiului ON 92 | 5:55 |
| 2005 Primo Victoria   | 2005 Primo Victoria   | Counterstrike                      | Brodén, Sundström           | Războiul de Șase Zile | 3:48 |
| 2005 Primo Victoria   | 2005 Primo Victoria   | Stalingrad                         | Brodén                      | Bătălia de la Stalingrad | 5:18 |
| 2005 Primo Victoria   | 2005 Primo Victoria   | Into The Fire                      | Brodén, Sundström           | Utilizarea napalmului în Războiul din Vietnam | 3:25 |
| 2005 Primo Victoria   | 2005 Primo Victoria   | Purple Heart                       | Sundström                   | Militarii care au primit decorația "Purple Heart" | 5:07 |
| 2005 Primo Victoria   | 2005 Primo Victoria   | Metal Machine                      | Brodén                      | Omagiu adus muzicii Heavy metal | 4:22 |
| 2006 Attero Dominatus | 2006 Attero Dominatus | Attero Dominatus                   | Brodén, Sundström           | Bătălia Berlinului văzută din perspectiva Rusiei | 3:43 |
| 2006 Attero Dominatus | 2006 Attero Dominatus | Nuclear Attack                     | Brodén                      | Bombardamentele atomice de la Hiroshima și Nagasaki | 4:09 |
| 2006 Attero Dominatus | 2006 Attero Dominatus | Rise Of Evil                       | Brodén                      | Apariția celui de-al Treilea Reich și izbucnirea celui de-al Doilea Război Mondial | 8:19 |
| 2006 Attero Dominatus | 2006 Attero Dominatus | In The Name Of God                 | Brodén                      | Terorismul religios | 4:06 |
| 2006 Attero Dominatus | 2006 Attero Dominatus | We Burn                            | Brodén, Sundström           | Crimele din Războaiele Iugoslave | 2:55 |
| 2006 Attero Dominatus | 2006 Attero Dominatus | Angels Calling                     | Brodén                      | Ororile din Primul Război Mondial | 5:57 |
| 2006 Attero Dominatus | 2006 Attero Dominatus | Back In Control                    | Brodén, Sundström           | Războiul Malvinelor văzut din perspectivă britanică | 3:14 |
| 2006 Attero Dominatus | 2006 Attero Dominatus | Light In The Black                 | Brodén, Sundström           | Eforturile ONU de menținere a păcii | 4:52 |
| 2006 Attero Dominatus | 2006 Attero Dominatus | Metal Crüe                         | Brodén                      | Omagiu adus unor precursori heavy metal, ca: Iron Maiden, Queen, Slayer, Motörhead, Guns N' Roses, Kiss etc. | 3:42 |
| 2007 Metalizer        | Disc 1                | Hellrider                          |                             | | 3:42 |
| 2007 Metalizer        | Disc 1                | Thundergods                        |                             | | 3:47 |
| 2007 Metalizer        | Disc 1                | Metalizer                          |                             | | 4:06 |
| 2007 Metalizer        | Disc 1                | Shadows                            |                             | | 3:28 |
| 2007 Metalizer        | Disc 1                | Burn Your Crosses                  |                             | | 5:09 |
| 2007 Metalizer        | Disc 1                | 7734                               |                             | | 3:41 |
| 2007 Metalizer        | Disc 1                | Endless Nights                     |                             | | 4:52 |
| 2007 Metalizer        | Disc 1                | Hail to the King                   |                             | | 3:39 |
| 2007 Metalizer        | Disc 1                | Thunderstorm                       |                             | | 3:08 |
| 2007 Metalizer        | Disc 1                | Speeder                            |                             | | 3:45 |
| 2007 Metalizer        | Disc 1                | Masters of the World               |                             | | 4:01 |
| 2007 Metalizer        | Disc 1                | Jawbreaker                         |                             | | 3:22 |
| 2007 Metalizer        | Disc 2                | Introduction                       |                             | | 0:50 |
| 2007 Metalizer        | Disc 2                | Hellrider                          |                             | | 3:48 |
| 2007 Metalizer        | Disc 2                | Endless Nights                     |                             | | 4:49 |
| 2007 Metalizer        | Disc 2                | Metalizer                          |                             | | 4:25 |
| 2007 Metalizer        | Disc 2                | Burn Your Crosses                  |                             | | 5:23 |
| 2007 Metalizer        | Disc 2                | The Hammer Has Fallen              |                             | | 5:50 |
| 2007 Metalizer        | Disc 2                | Hail to the King                   |                             | | 4:08 |
| 2007 Metalizer        | Disc 2                | Shadows                            |                             | | 3:33 |
| 2007 Metalizer        | Disc 2                | Thunderstorm                       |                             | | 3:10 |
| 2007 Metalizer        | Disc 2                | Masters of the World               |                             | | 4:00 |
| 2007 Metalizer        | Disc 2                | Guten Nacht                        |                             | | 1:53 |
| 2007 Metalizer        | Disc 2                | Birds of War                       |                             | | 4:52 |
| 2008 The Art of War   | 2008 The Art of War   | Sun Tzu Says                       |                             | Arta războiului a lui Sun Tzu | 0:23 |
| 2008 The Art of War   | 2008 The Art of War   | Ghost Division                     | Brodén, Sundström           | Divizia de tancuri a lui Erwin Rommel | 3:51 |
| 2008 The Art of War   | 2008 The Art of War   | The Art of War                     | Brodén                      | Arta războiului a lui Sun Tzu | 5:08 |
| 2008 The Art of War   | 2008 The Art of War   | 40:1                               | Brodén, Sundström           | Bătălia de la Wizna | 4:10 |
| 2008 The Art of War   | 2008 The Art of War   | Unbreakable                        | Brodén, Sundström           | Partizanii din al Doilea Război Mondial | 5:58 |
| 2008 The Art of War   | 2008 The Art of War   | The Nature of Warfare              |                             | Concepete de "vid" și "materie" ale lui Sun Tzu | 1:18 |
| 2008 The Art of War   | 2008 The Art of War   | Cliffs of Gallipoli                | Brodén, Sundström           | Campania Gallipoli | 5:51 |
| 2008 The Art of War   | 2008 The Art of War   | Talvisota                          | Brodén, Sundström           | "Războiul de Iarnă" al finlandezilor | 3:32 |
| 2008 The Art of War   | 2008 The Art of War   | Panzerkampf                        | Brodén, Sundström           | Bătălia de la Kursk | 5:15 |
| 2008 The Art of War   | 2008 The Art of War   | Union (Slopes of St. Benedict)     | Brodén, Sundström           | Bătălia de la Monte Cassino | 4:05 |
| 2008 The Art of War   | 2008 The Art of War   | The Price of a Mile                | Brodén, Sundström           | Bătălia de la Passchendaele și ororile Primului Război Mondial | 5:55 |
| 2008 The Art of War   | 2008 The Art of War   | Firestorm                          | Brodén, Sundström           | Bombardamentele strategice din al Doilea Război Mondial | 3:25 |
| 2008 The Art of War   | 2008 The Art of War   | A Secret                           |                             | Pirateria muzicală | 0:37 |
| 2010 Coat of Arms     | 2010 Coat of Arms     | Coat of Arms                       |                             | Războiul greco-italian | 3:35 |
| 2010 Coat of Arms     | 2010 Coat of Arms     | Midway                             |                             | Bătălia de la Midway | 2:29 |
| 2010 Coat of Arms     | 2010 Coat of Arms     | Uprising                           |                             | Revolta din Varșovia | 4:55 |
| 2010 Coat of Arms     | 2010 Coat of Arms     | Screaming Eagles                   |                             | Participarea diviziei 101st Airborne la Asediul de la Bastogne | 4:06 |
| 2010 Coat of Arms     | 2010 Coat of Arms     | The Final Solution                 |                             | "Soluția finală" a lui Hitler | 4:56 |
| 2010 Coat of Arms     | 2010 Coat of Arms     | Aces in Exile                      |                             | Piloții aliați care au susținut Royal Air Force în "Bătălia Angliei" | 4:22 |
| 2010 Coat of Arms     | 2010 Coat of Arms     | Saboteurs                          |                             | "Bătălia pentru apa grea" de la Vemork | 3:15 |
| 2010 Coat of Arms     | 2010 Coat of Arms     | Wehrmacht                          |                             | Soldatul de rând al celui de-al Treilea Reich | 4:14 |
| 2010 Coat of Arms     | 2010 Coat of Arms     | White Death                        |                             | Simo Häyhä, eroul Finlandei | 4:10 |
| 2010 Coat of Arms     | 2010 Coat of Arms     | Metal Ripper                       |                             | Omagiu unor trupe heavy metal, ca: AC/DC, Mötley Crüe, Iron Maiden, Metallica, Manowar, Ozzy Osbourne, Judas Priest, Black Sabbath, Rainbow, HammerFall, Yngwie Malmsteen, Accept, Deep Purple, Dimmu Borgir, Queen, Heaven's Gate. | 3:51 |
| 2012 Carolus Rex      | 2012 Carolus Rex      | Dominium maris Baltici             |                             | | 0:29 |
| 2012 Carolus Rex      | 2012 Carolus Rex      | The Lion from the North            | Brodén, Sundström           | Regele Gustav Adolf al Suediei | 4:42 |
| 2012 Carolus Rex      | 2012 Carolus Rex      | Gott Mit Uns                       | Brodén, Sundström           | Bătălia de la Breitenfeld (1631) | 3:15 |
| 2012 Carolus Rex      | 2012 Carolus Rex      | A Lifetime of War                  | Brodén, Sundström           | Ororile Războiului de Treizeci de Ani | 5:45 |
| 2012 Carolus Rex      | 2012 Carolus Rex      | 1648                               | Brodén, Sundström           | Bătălia de la Praga din 1648 | 3:54 |
| 2012 Carolus Rex      | 2012 Carolus Rex      | The Carolean's Prayer              | Brodén                      | Soldații regilor Carol al XI-lea și Carol al XII-lea ai Suediei | 6:14 |
| 2012 Carolus Rex      | 2012 Carolus Rex      | Carolus Rex                        | Brodén, Sundström           | Încoronarea lui Carol al XII-lea al Suediei și conceptul de "drept divin" | 4:53 |
| 2012 Carolus Rex      | 2012 Carolus Rex      | Killing Ground                     | Brodén, Sundström           | Bătălia de la Fraustadt | 4:24 |
| 2012 Carolus Rex      | 2012 Carolus Rex      | Poltava                            | Brodén, Sundström           | Înfrângerea rușilor în Bătălia de la Poltava | 4:03 |
| 2012 Carolus Rex      | 2012 Carolus Rex      | Long Live the King                 | Brodén, Sundström           | Funeraliile lui Carol al XII-lea al Suediei | 4:09 |
| 2012 Carolus Rex      | 2012 Carolus Rex      | Ruina Imperii                      | Brodén, Sundström           | Decăderea Imperiului Suedez | 3:21 |
| 2014 Heroes           | 2014 Heroes           | Night Witches                      |                             | Regimentul de aviatoare-femei ruse, numite vrăjitoarele de noapte | 3:01 |
| 2014 Heroes           | 2014 Heroes           | No Bullets Fly                     |                             | Incidentul Charlie Brown și Franz Stigler | 3:36 |
| 2014 Heroes           | 2014 Heroes           | Smoking Snakes                     |                             | Forțele aliate braziliene din al Doilea Război Mondial | 3:13 |
| 2014 Heroes           | 2014 Heroes           | Inmate 4859                        |                             | Ofițerul Witold Pilecki, deținut la Auschwitz | 4:25 |
| 2014 Heroes           | 2014 Heroes           | To Hell and Back                   |                             | Audie Murphy, cel mai decorat militar american din cel de-al Doilea Război Mondial | 3:25 |
| 2014 Heroes           | 2014 Heroes           | The Ballad of Bull                 |                             | Demersul umanitar al soldatului Bull Allen, care a salvat 12 militari americani răniți | 3:53 |
| 2014 Heroes           | 2014 Heroes           | Resist and Bite                    |                             | Vântorii de munte din Ardeni | 3:27 |
| 2014 Heroes           | 2014 Heroes           | Soldier of 3 Armies                |                             | Lauri Törni, militarul care a luptat sub trei steaguri | 3:38 |
| 2014 Heroes           | 2014 Heroes           | Far from the Fame                  |                             | Amiralul Karel Janoušek, erou al Cehoslovaciei | 3:46 |
| 2014 Heroes           | 2014 Heroes           | Hearts of Iron                     |                             | Forțele naziste în Bătălia de la Halbe | 4:28 |
| 2014 Heroes           | 2014 Heroes           | 7734                               |                             | Armata și religia | 3:33 |
| 2014 Heroes           | 2014 Heroes           | Man of War                         |                             | Formația "Manowar" | 3:48 |
| 2016 The Last Stand   | 2016 The Last Stand   | Sparta                             |                             | Bătălia de la Termopile | 4:24 |
| 2016 The Last Stand   | 2016 The Last Stand   | Last Dying Breath                  |                             | Dragutin Gavrilović | 3:22 |
| 2016 The Last Stand   | 2016 The Last Stand   | Blood of Bannockburn               |                             | Bătălia de la Bannockburn | 2:54 |
| 2016 The Last Stand   | 2016 The Last Stand   | Diary of an Unknown Soldier        |                             | Ofensiva Meuse-Argonne | 0:51 |
| 2016 The Last Stand   | 2016 The Last Stand   | The Lost Battalion                 |                             | 9 companii americane căzute în Ofensiva Meuse-Argonne | 3:35 |
| 2016 The Last Stand   | 2016 The Last Stand   | Rorke's Drift                      |                             | O bătălie din Războiul zulușilor | 3:26 |
| 2016 The Last Stand   | 2016 The Last Stand   | The Last Stand                     |                             | Rezistența Gardei elevțiene în Asediul Romei din 1527 | 3:55 |
| 2016 The Last Stand   | 2016 The Last Stand   | Hill 3234                          |                             | Bătălia pentru colina 3234 în cadrul Operațiunii "Magistral" | 3:29 |
| 2016 The Last Stand   | 2016 The Last Stand   | Shiroyama                          |                             | Bătălia de la Shiroyama | 3:31 |
| 2016 The Last Stand   | 2016 The Last Stand   | Winged Hussars                     |                             | Husarii polonezi în al doilea Asediu al Vienei | 3:51 |
| 2016 The Last Stand   | 2016 The Last Stand   | The Last Battle                    |                             | Bătălia de la Castelul Itter | 3:12 |
| 2016 The Last Stand   | 2016 The Last Stand   | Camouflage                         |                             | Războiul din Vietnam | 3:56 |
| 2016 The Last Stand   | 2016 The Last Stand   | All Guns Blazing                   |                             | | 3:58 |
| 2016 The Last Stand   | 2016 The Last Stand   | Afraid To Shoot Strangers          |                             | Războiul din Golf | 7:28 |
| 2016 The Last Stand   | 2016 The Last Stand   | Burn In Hell                       |                             | | 4:25 |
| 2019 The Great War    | 2019 The Great War    | The Future of Warfare              |                             | Primele tancuri în bătăliile de la Flers-Courcelette și Villers-Bretonneux | 3:26 |
| 2019 The Great War    | 2019 The Great War    | Seven Pillars of Wisdom            |                             | T. E. Lawrence (Lawrence al Arabiei) și Revolta Arabă | 3:02 |
| 2019 The Great War    | 2019 The Great War    | 82nd All the Way                   |                             | Alvin York | 3:31 |
| 2019 The Great War    | 2019 The Great War    | The Attack of the Dead Men         |                             | Atacul „morților-vii” din Bătălia de la Fortăreața Osoweic | 3:56 |
| 2019 The Great War    | 2019 The Great War    | Devil Dogs                         |                             | Pușcașii marini americani în Bătălia din Pădurea Belleau | 3:17 |
| 2019 The Great War    | 2019 The Great War    | The Red Baron                      |                             | Manfred von Richthofen („Baronul Roșu”) | 3:22 |
| 2019 The Great War    | 2019 The Great War    | Great War                          |                             | Ororile din Primul Război Mondial | 4:28 |
| 2019 The Great War    | 2019 The Great War    | A Ghost in the Trenches            |                             | Francis Pegahmagabow | 3:26 |
| 2019 The Great War    | 2019 The Great War    | Fields of Verdun                   |                             | Bătălia de la Verdun din perspectiva francezilor | 3:17 |
| 2019 The Great War    | 2019 The Great War    | The End of the War to End All Wars |                             | Pierderile din urma Primului Război Mondial | 4:45 |
| 2019 The Great War    | 2019 The Great War    | In Fladers Fields                  |                             | Poezia, cu același nume, scrisă de John McCrae | 1:57 |